# 대현동 (울산)
대현동(大峴洞)은 울산광역시 남구의 행정동이다.

## 지명
야음동은 숙종때 야음리라 하던 마을이다. 이후 1765년 영조 41년에는 야음과 대암으로, 정조때는 야음, 대암, 도산으로, 순조 때는 야음과 도산으로 갈라져 있었다. 1894년 고종 31년에는 야음, 도산, 송호로 그리고 1911년에는 야음, 도산으로 되었다가, 1914년 행정구역 개편 때부터 이들을 합하면서 마을 뒷산의 모양이 야(也) 자 같이 생겼고, 그 산에서 야자 소리가 난다하여 ‘야음’이라 하였다.

## 지리
석유화학공단으로 통하는 수암로와 번영로가 접하는 교통의 요충지이며, 대단위 교육단지 조성으로 신교육 도시를 형성하고 있다. 대단위 아파트 및 대형 할인마트, 스포츠센터, 병원 등으로 조화를 이룬 최적의 주거지역으로 급부상 신선산, 수암산을 끼고 있는 자연 친화적인 도시를 지향하고 있다.

## 연혁
- 1720년 조선 숙종 46년 - 야음리라는 마을로 불림
- 조선 영조 - 야음과 대암, 도산으로 되었다가
- 1800년 순조 1년 - 다시 야음과 도산으로 나누어지게 되었고
- 1894년 고종 31년 - 야음, 도산, 송호가 되었고
- 1911년 일제시대 - 야음과 도산으로 되었다가
- 1914년 - 행정구역 개편때 이를 합하여 야음리라 함
- 1979년 5월 1일 시조례 626호에 따라 야음동에서 야음2동으로 분리
- 2007년 2월 26일 - 행정동명칭 변경(야음2동→대현동)[2]

## 교육
- 울산남부초등학교
- 대현초등학교
- 야음중학교
- 신선여자고등학교
- 용연초등학교

### 아파트
| 단지명                | 건설사   | 시행사                         | 주소                          | 입주        | 비고                  |
| --------------------- | -------- | ------------------------------ | ----------------------------- | ----------- | --------------------- |
| 신정 현대홈타운 1단지 | 현대건설 | 신정ㆍ야음 재건축조합 현대건설 | 남구 대암로 81                | 1999년 11월 | 3,4단지는 신정동 소재 |
| 신정 현대홈타운 2단지 | 현대건설 | 신정ㆍ야음 재건축조합 현대건설 | 남구 대암로 82                | 1999년 11월 | 3,4단지는 신정동 소재 |
| 야음동 쌍용스윗닷홈   | 쌍용건설 | 쌍용건설                       | 남구 야음로 33                | 2004년 10월 |                       |
| 야음 동부             | 동부건설 | 동부화학                       | 남구 야음로 15 남구 야음로 24 | 1996년 2월  |                       |